# Chirurgia microinvasiva
Si definisce chirurgia microinvasiva o mininvasiva un insieme di tecniche chirurgiche caratterizzate dall'uso di vie di accesso che riducono al minimo il trauma legato all'attraversamento della parete del distretto coinvolto. Rientrano perciò in questo gruppo le metodiche laparoscopiche, toracoscopiche ed endoscopiche (all'interno di organi cavi, come ad esempio lo stomaco).

## Storia
Il tentativo di esplorare l'interno del corpo umano a scopo diagnostico e  conoscitivo dell'anatomia umana ha spinto il chirurgo verso l'utilizzo di mezzi sempre più sofisticati, oggi altamente tecnologici, come la chirurgia robotica, in ogni settore della chirurgia. Il primo intervento in laparoscopia fu effettuato in Francia nel 1987: a tale anno si può perciò far risalire la nascita della chirurgia mininvasiva.